# Osvaldo Piazza
Osvaldo José Piazza (Buenos Aires, 1947. április 6. –) válogatott argentin labdarúgó, hátvéd, edző.

## Pályafutása

### Klubcsapatban
1967 és 1972 között a Lanús, 1972 és 1979 között a francia Saint-Étienne, 1979 és 1982 között a Vélez Sarsfield labdarúgója volt. 1982–83-ban a francia Corbeil-Essonnes játékos-edzőjeként fejezte be az aktív játékot. A Saint-Étienne csapatában három-három francia bajnoki címet és kupagyőzelmet ért el. Tagja volt az 1975–76-os idényben BEK-döntős együttesnek. 

### A válogatottban
1972 és 1977 között 15 alkalommal szerepelt az argentin válogatottban. 

### Edzőként
1990–91-ben az Almirante Brown, 1992 és 1994 között a paraguayi
Olimpia vezetőedzője volt. Az Olimpia csapatával 1993-ban bajnoki címet nyert. 1994 és 1997 között a
Vélez Sarsfield szakmai munkáját irányította és két argentin bajnoki címet (Apertura és Clausura) nyert a csapattal. 1996-ban Supercopa Sudamericana-győztes volt az együttessel. 1997–98-ban a perui Universitario vezetőedzőjeként dolgozott és 1998-ban bajnoki címet szerzett a csapattal. 1999–00-ban a Colón, 2000–01-ben az Independiente, 2001-ben a Huracán, 2002-ben ismét a perui Universitario, 2003-ban a paraguayi Libertad, 2004-ben az Atlético de Rafaela vezetőedzője volt.

## Sikerei, díjai

### Játékosként
Saint-Étienne
- Francia bajnokság (Ligue 1)
  - bajnok (3): 1973–74, 1974–75, 1975–76
- Francia kupa (Coupe de France)
  - győztes (3): 1974, 1975, 1977
- Bajnokcsapatok Európa-kupája (BEK)
  - döntős: 1975–76

### Edzőként
Olimpia
- Paraguayi bajnokság (Primera División)
  - bajnok: 1993

 Vélez Sarsfield
- Argentin bajnokság (Primera División)
  - bajnok (2): 1995–96 (Apertura és Clausura)
- Supercopa Sudamericana
  - győztes: 1996

 Universitario
- Perui bajnokság (Primera División)
  - bajnok: 1998